# Big Horn (CDP)
Big Horn és una concentració de població designada pel cens al comtat de Sheridan a l'estat de Wyoming. Segons el cens del 2000 tenia 198 habitants.

## Demografia
Segons el cens del 2000, Big Horn tenia 198 habitants, 72 habitatges, i 51 famílies. La densitat de població era de 27,1 habitants/km².
Dels 72 habitatges en un 43,1% hi vivien nens de menys de 18 anys, en un 63,9% hi vivien parelles casades, en un 8,3% dones solteres, i en un 27,8% no eren unitats familiars. En el 22,2% dels habitatges hi vivien persones soles el 8,3% de les quals corresponia a persones de 65 anys o més que vivien soles. El nombre mitjà de persones vivint en cada habitatge era de 2,75 i el nombre mitjà de persones que vivien en cada família era de 3,33.
Per edats la població es repartia de la següent manera: un 31,8% tenia menys de 18 anys, un 4% entre 18 i 24, un 23,2% entre 25 i 44, un 28,8% de 45 a 60 i un 12,1% 65 anys o més.
L'edat mediana era de 40 anys. Per cada 100 dones de 18 o més anys hi havia 82,4 homes.
La renda mediana per habitatge era de 52.344 $ i la renda mediana per família de 56.875 $. Els homes tenien una renda mediana de 50.938 $ mentre que les dones 25.625 $. La renda per capita de la població era de 23.217 $. Cap de les famílies i l'1,2% de la població estaven per davall del llindar de pobresa.

## Poblacions properes
El següent diagrama mostra les poblacions més properes.